# ピーターパン・バスラインズ

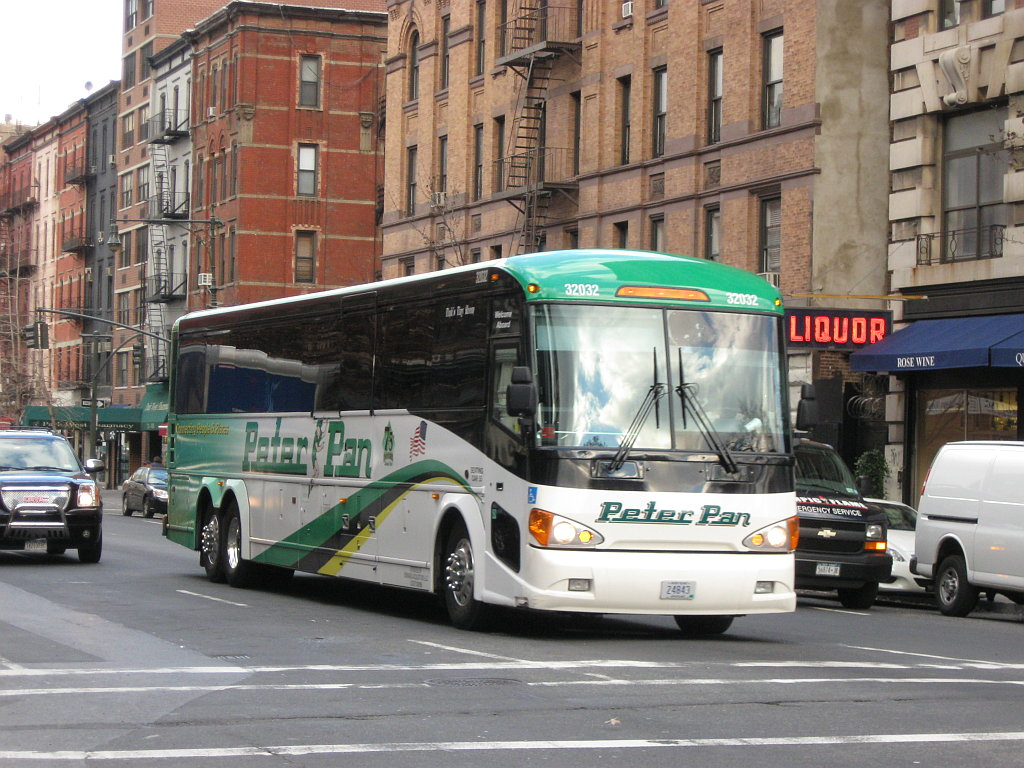
ピーターパン・バスラインズの車両（プロビデンス - ニューヨーク線）

ピーターパン・バスラインズ（Peter Pan Bus Lines, Inc.）は、アメリカ合衆国・マサチューセッツ州スプリングフィールドに本社を置き、同国北東部に路線網を持つ長距離バス会社である。毎年の利用者は400万人である。元々、スプリングフィールドにてイエローキャブ・エアライン（Yellow Cab Air Line）という航空会社として設立されたが、1933年に Peter Carmen Picknelly によって買収された。1990年代初頭から2005年まで、トレイルウェイズ・トランスポーテーション・システム（Trailways Transportation System、以下、本項では「トレイルウェイズ」と記す）に加盟していた。

## 概要
ピーターパン・バスラインズの主要な運行エリアには下記の都市が含まれる。
- ボストン（マサチューセッツ州）
- プロビデンス（ロードアイランド州）
- スプリングフィールド（マサチューセッツ州）
- ハートフォード（コネチカット州）
- ニューヨーク（ニューヨーク州）
- フィラデルフィア（ペンシルベニア州）
- ボルチモア（メリーランド州）
- ワシントンD.C.

ニューヨーク南部の路線（アトランティックシティカジノサービスを除く）は、トレイルウェイズに加盟した1990年代初頭より拡張されていった。
1994年には、競争相手であるグレイハウンドが運行していたカロライナ・トレイルウェイズの路線に倣い、さらに、ノーフォーク（バージニア州）、オーシャンシティ（メリーランド州）（デルマーバ半島経由）へも拡大されたが、それは短期間のものであった。
1998年には、運行ダイヤ、営業、チケットの販売においてグレイハウンドと提携し、今日に至る。
車両は主にモーターコーチ社（Motor Coach Industries, MCI）製を導入しているが、コーチUSA（北東地区）から購入したバンホール社製なども保有している。